# Franz Xaver Gerstner
Franz Xaver Gerstner (2. květen 1816 Chodová Planá – 10. říjen 1855 Linec) byl právník a poslanec frankfurtského parlamentu.

## Život
Narodil se v Chodové Plané (tehdy Kuttenplan). Jeho otec byl krejčí. V Praze studoval v letech 1838 až 1841 práva a získal zde doktorát. Poté působil jako advokát v Praze.
Od 27. června 1848 do 15. prosince 1848 byl poslanec frankfurtského parlamentu. Byl nezařazený, ale hlasoval s levým středem. Jeho nástupcem se stal Carl Zimmer.
V roce 1845 se v Debrníku oženil se Susannou Lötzovou, roz. Husskovou, vdovou po Johannu Lötzovi, majiteli sklárny, která vlastnila firmu Johann Lötz vdova a která pocházela (stejně jako Gerstner) z Chodové Plané.